# Ta (lok)
Ta var en svensk ånglokstyp. Vissa lok byggdes om och fick littera Tb. Till sist fick dessa två loktyper litterat B5.

## Bakgrund och ursprung
Strax före sekelskiftet 1900 var tillväxten på Sveriges järnvägar så hög att lokverkstäderna inte hann med att leverera lok i tid. SJ valde då att importera lok från USA, närmare bestämt från Richmond Locomotive Works. SJ köpte 1899 tio stycken linjelok, vilka gavs littera T, och lika många växellok som fick littera U. Linjeloken var framgångsrika och efterbyggdes lätt modifierade av svenska verkstäder i 43 exemplar fram till år 1906. Åren 1906–1909 levererades ytterligare 48 lok, men med en nykonstruerad ångpannetyp som fick littera Tb. Loken med den ursprungliga panntypen fick då litt Ta.
I samband med den snabba elektrifieringen av stambanorna i Sverige på 1920-talet blev loken överflödiga, och inga av dem byggdes om till överhettning, som skedde med flera andra typer. De flesta slopades under 1930- till 1940-talet och sju Ta- samt 13 Tb-lok såldes 1942 till Finska statsjärnvägarna där de ombyggdes till 1 524 millimeters spårvidd.
År 1942 ändrades litterasystemet på SJ varvid Ta blev T (fyra lok kvar) och Tb blev T2 (fem lok kvar). År 1952 samlades alla T/T2-loken i det nya litterat B5 vilket de behöll tills det sista loket slopades år 1964.

## Konstruktion
Loken var utförda som "ten-wheelers" efter amerikanskt mönster med en tvåaxlig löpboggi fram och tre drivande axlar samt med treaxlig tender. Pannorna hade ett koniskt mittsvep, som i engelsk terminologi kallas "tapered boiler". Ramarna var i stålgjutgods, så kallade stavramar vilka kom att bilda skola för nyare loktyper vid SJ. 
Maskineriet hade två olika stora cylindrar med kompound-verkan enligt Mellins system. Cylindrarna låg utanför, medan slider och motrörelse låg mellan ramarna.

## Alternativa bränslen
Under perioden 1917-1929 bedrevs fullskaliga försök med torvpulvereldning på främst linjen Nässjö-Falköping. Till denna trafik anpassades bland annat tio Tb-lok. Det enda bevarade loket av Tb-typ är även det enda bevarade med torvpulvereldning och överlämnades år 1932 till Järnvägsmuseum.

## Explosivt
Ett av de sista loken av typ Tb, nr 888, hade den tvivelaktiga äran att delta i försvarsövningen RÖJ 61 på en del av järnvägen Ulricehamn-Jönköping. Loket med cirka 500 ton tåg efter sattes igång varefter föraren hoppade av, och när det nått cirka 70 km/h sprängde I15 banan framför, varvid det spårade ur och vagnarna samlades i en skrothög bakom.
Loket bärgades som en del av övningen, och kunde för egen maskin linka ned till Ulricehamn, men mödans lön blev skrotning i Vislanda.